# Johannes Geel (Politiker, 1854)
Johannes Geel (* 13. Juli 1854 in Sargans; † 24. Januar 1937 in St. Gallen, heimatberechtigt in Sargans) war ein Schweizer Richter und Politiker (FDP).

## Biografie
Geel studierte Rechtswissenschaften an den Universitäten von München, Paris und Strassburg. Er wurde Advokat und arbeitete von 1881 bis 1890 als Bezirksgerichtsschreiber in Sargans, von 1890 bis 1897 als Staatsanwalt und von 1897 bis 1924 als Kantonsrichter im Kanton St. Gallen, wo er ab 1900 Präsident war.
Politisch war Johannes Geel von 1891 bis 1919 im Grossen Rat des Kantons St. Gallen und vertrat von 1896 bis 1931 seinen Kanton im Ständerat. Im Jahre 1915 war er Ständeratspräsident. In seiner politischen Amtszeit konzentrierte er sich vor allem auf die rechtlichen Fragen bezüglich der Elektrizitätswirtschaft und war zudem mehrere Jahre Leiter der Eidgenössischen Kommission für elektrische Anlagen.